# Taurolema cicatricosa
Taurolema cicatricosa là một loài bọ cánh cứng trong họ Cerambycidae.